# 锡金锯蕨
锡金锯蕨（学名：Micropolypodium sikkimensis）为禾叶蕨科锯蕨属下的一个种。

## 扩展阅读
- 維基物種上的相關：锡金锯蕨